# Kafr Shoush
Kefer uş (tiếng tiếng Thổ Nhĩ Kỳ: Kefer Şuş, tiếng Ả Rập: كفر شوش) hoặc Kafr Shoush (tiếng Ả Rập: كفرشوش, đã Latinh hoá: Kafr Shūsh) là một ngôi làng ở phía bắc tỉnh Aleppo, tây bắc Syria. Nó nằm giữa Azaz và obanbey (al-Rai) trên đồng bằng Queiq, khoảng 45 kilômét (28 mi)  phía bắc thành phố Aleppo và 2 km (1,2 mi) phía nam biên giới với tỉnh Kilis của Thổ Nhĩ Kỳ.
Ngôi làng hành chính thuộc về Nahiya Sawran ở quận Azaz. Các địa phương lân cận bao gồm Kafr Ghan 2 km (1,2 mi) về phía đông và Kafr Burayshah 2 km (1,2 mi) về phía tây. Trong cuộc điều tra dân số năm 2004, Kafr Shoush có dân số 95.